# Nadejda Krupskaia

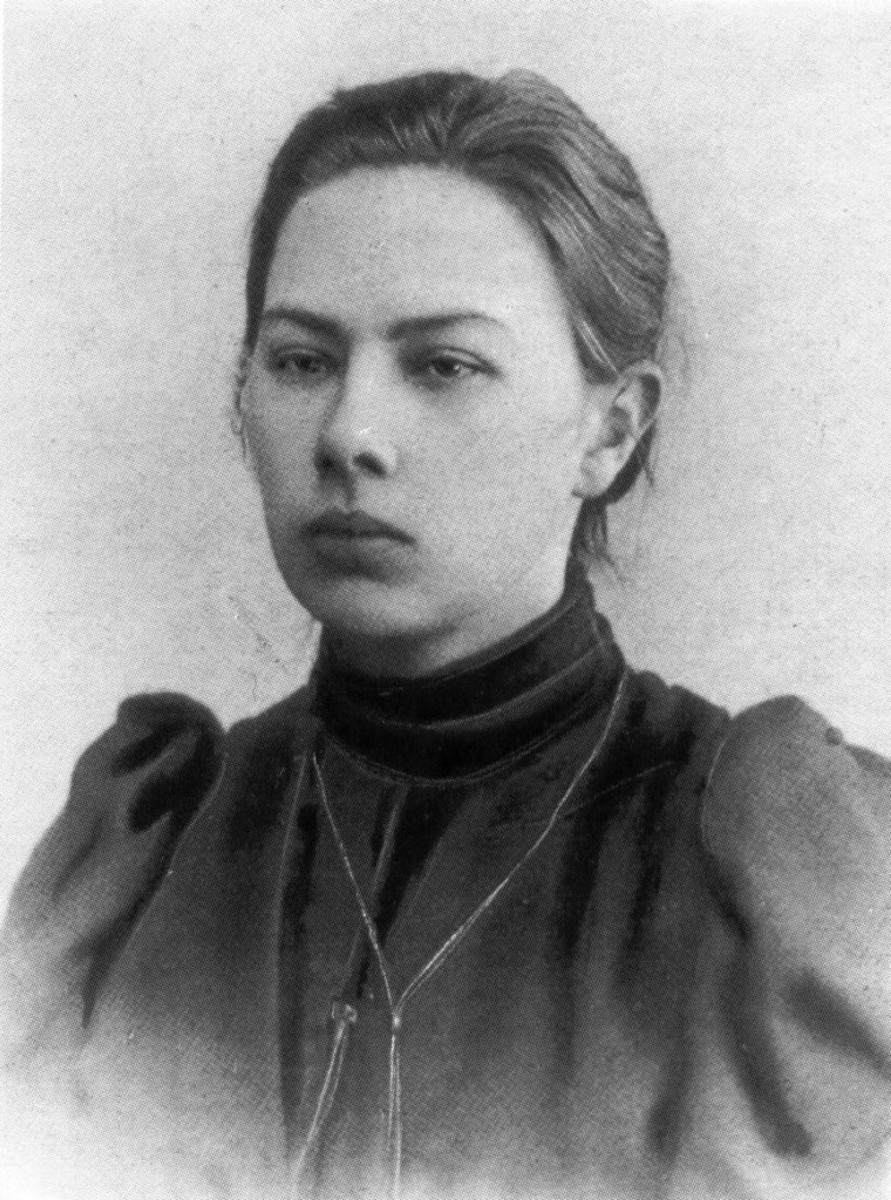
Nadejda Krupskaia

Nadejda Krupskaia (26 februarie 1869 - 27 februarie 1939) a fost o revoluționară marxistă din Rusia. Ea s-a căsătorit cu liderul bolșevicilor, Vladimir Ilici Lenin, în 1898. A fost membră a facțiunii bolșevice a Partidului Social Democrat al Muncii din Rusia încă de la început. După victoria revoluției bolșevice a fost numită adjunct al Comisarului Poporului pentru Educație, Anatoli Lunacearski.
Povestea mariajului lui Krupskaia și a lui Lenin a fost banală. Când s-au cunoscut la Sankt Peterburg în ianuarie 1894, Nadejda era profesoară la o școală serală pentru muncitori. Locuia cu mama sa, Elizaveta Vasilievna, văduva unui fost ofițer de armată a cărui carieră a fost curmată brusc când s-a dovedit că avea legături cu organizații revoluționare. A fost dat afară din armată, judecat și în cele din urmă amnistiat, dar nu i s-a mai permis să lucreze în slujba statului. La scurtă vreme după exilarea lui Lenin la Șușenskoe, Nadejda a fost exilată și ea pentru delicte asemănătoare la Ufa, în sudul Munților Urali. Lenin a făcut o cerere la Departamentul Poliției, ca să se admită venirea Nadejdei, logodnica sa, la Șușenskoe. Pe 10 iulie 1898, cei doi s-au căsătorit, iar la insistențele Elizavetei Vasilievna s-a oficiat și o slujbă religioasă. De-a lungul întregii căsnicii, Nadejda Krupskaia a fost o soție binevoitoare, echilibrată și blândă, un asistent de încredere al soțului ei, căruia îi selecta materialele, îi corecta manuscrisele și asupra cărora făcea uneori aprecieri critice.
Deși era foarte respectată în interiorul partidului, Krupskaia nu a fost capabilă să prevină consolidarea puterii lui Stalin după ce Lenin a murit. A fost izolată politic de Stalin și de sprijinitorii acestuia.